# Kaseta
Kaseta je u audiotehnici plastično kućište s magnetskom vrpcom za snimanje i reprodukciju zvuka uz pomoć kasetofona. Kupuje se s već snimljenim zapisom (najčešće glazbom) ili kao prazna za naknadno snimanje. Napoznatija je ona tvrtke Philips iz 1963. čija je dimenzija 104 mm × 63,8 mm × 12,1 mm. Vrpca širine 3,81 mm sastoji se od poliesterskoga nosivog sloja, debljine 0,030 do 0,037 mm na koji je nanesen magnetski materijal (željezo, željezni oksid ili kromov oksid). Za stereofonski zapis polovica širine vrpce podijeljena je na dvije staze širine 0,36 mm i razmaka od 0,3 mm, tako da se okretanjem kasete može snimiti novi stereozapis na drugoj polovici širine vrpce. Brzina vrpce u kasetofonu je 4,76 cm/s. Postoji i mikrokaseta tvrtke Olympus koja se rabi u džepnim kasetofonima na principu diktafona. Zbog jednostavnosti i praktičnosti Philipsova je kaseta služila i kao popularan medij za spremanje i čitanje podataka za kućna računala.